# Imjin
Imjin-gang (임진강 i Sydkorea) eller Rimjin-gang (림진강 i Nordkorea) er med sine 273,5 km den syvende længste flod i Korea. Den løber fra nord til syd, hvor den krydser den koreanske demilitariserede zone og udmunder i Han-floden syd for Seoul, nær det Gule Hav. 

## Historie
Rimjin-floden var lokalitet for to store slag:  Slaget på Imjin under syvårskrigen i 1592 og Slaget på Imjin under Koreakrigen.

## Karakteristik
Selve floden er 50-60 meter bred, men regnes flodbrederne med er floden 370 meter bred. Flodbrederne består primært af klippesten omkring 23 meter over flodens vandstand. I den koreanske regnsæson (i juli og august) er floden omkring 15 meter over normal vandstand. 
Om vinteren falder temperaturen i området til under frysepunktet og der dannes is på floden.

## Biosfærereservat
Et område på  584,12 km² omkring floden blev i 2017 udpeget til biosfærereservat under UNESCOs Menneske og biosfære-programmet.

## I populærkultur
I romanen "MASH - a novel about three army doctors" er MASH 4077 enheden lokaliseret nær breden af Imjin.

## Ekstern henvisning
- Wikimedia Commons har flere filer relateret til Imjin
- US Army (PDF) Arkiveret 16. marts 2013 hos  Wayback Machine
- imjinscout.com

37°47′N 126°40′Ø / 37.783°N 126.667°Ø